# Jerzy Wieczorek (lekkoatleta)
Jerzy Wieczorek (ur. 2 stycznia 1954 w Warszawie) – polski lekkoatleta sprinter.
Na mistrzostwach Europy juniorów w 1973 w Duisburgu wywalczył brązowe medale w biegu na 100 metrów oraz w biegu na 200 metrów, a w sztafecie 4 × 100 metrów zajął wraz z kolegami 4. miejsce.
Wystąpił na halowych mistrzostwach Europy w 1974 w Göteborgu w biegu na 60 metrów, ale odpadł w przedbiegu.
Na mistrzostwach Polski w 1973 w Warszawie zdobył złoty medal w sztafecie 4 × 100 metrów, srebrny w biegu na 100 metrów i brązowy na 200 metrów. Był także wicemistrzem Polski w sztafecie 4 × 100 metrów w 1971 i 1978 oraz brązowym medalistą w 1977. Zdobył srebrny medal na 60 metrów w halowych mistrzostwach Polski w 1974.
W 1974 wystąpił w  meczu reprezentacji Polski z RFN w Augsburgu, zajmując 5. miejsce na 200 m i wygrywając w sztafecie 4 × 100 m.
Rekordy życiowe Wieczorka:
| Konkurencja        | Data i miejsce             | Wynik |
| ------------------ | -------------------------- | ----- |
| bieg na 100 metrów | 2 czerwca 1973, Warszawa   | 10,52 |
| bieg na 200 metrów | 26 sierpnia 1973, Duisburg | 21,20 |

Był zawodnikiem MKS AZS Warszawa i Gwardii Warszawa.
Jego dziadek Jan Wieczorek również był znanym lekkoatletą, wielokrotnym mistrzem i reprezentantem Polski w okresie międzywojennym.